# Ardisia cymosa
Ardisia cymosa är en viveväxtart som beskrevs av Carl Ludwig von Blume. Ardisia cymosa ingår i släktet Ardisia och familjen viveväxter. Utöver nominatformen finns också underarten A. c. stenophylla.